# Der Beschützer (Film)
Der Beschützer ist ein deutscher Thriller von Philipp Osthus aus dem Jahr 2021 mit Tobias Oertel in der Hauptrolle. Der Film hatte am 4. Oktober 2021 auf dem Filmfest Hamburg seine Premiere und wurde am 12. Februar 2022 erstmals im TV gezeigt.

## Handlung
Der BKA-Beamte Jan Schäfer lebt zurückgezogen auf dem Land und wird bei brisanten Fällen eingesetzt. Schon bevor er für seinen aktuellen Auftrag gebrieft wird, zeigt er sein Können, als er am Hauptgebäude des Internationalen Seegerichtshof einen jungen Libyer überreden kann, sein geplantes Selbstmordattentat aufzugeben. Seine Schutzperson Fiona Weibel hat aus einem Versteck gesehen, wie ihr Chef, der Reeder Urs Beerenberg, ermordet wurde. Zudem ist sie Mitwisserin illegaler Geschäfte der Reederei, mit denen das Unternehmen gegen das Kriegswaffenkontrollgesetz verstößt. Da sie dem Anschlag nur mit Glück entgangen ist, will sie nun als Kronzeugin gegen die eigene Firma vor dem Internationalen Seegerichtshof in Hamburg aussagen.
Flugnummer und Ankunftszeiten am Hamburger Flughafen könnten bekannt geworden sein, deshalb holen Schäfer und sein Kollege Lansing die Zeugin bereits in Hannover ab und bringen sie in ein Safe House, wo sie zu ihrem Schutz bis Prozessbeginn bleiben soll. Abends erhält sie den vorab vereinbarten Anruf von Claire Beerenberg als Klägerin der Gegenseite, die sie ausdrücklich warnt, gegen die Reederei auszusagen. Fiona Weibel verheimlicht ihren Beschützern, dass sie einen Plan B verfolgt: Ein Fluchthelfer soll sie abholen, damit sie untertauchen kann. Mit einem im Flughafen geklauten Handy nimmt sie Kontakt zu dem Mann auf und verlässt das Haus. Natürlich wird sie entdeckt, und Schäfer beschließt, eine neue Unterkunft zu suchen. Während der Fahrt fällt ihm ein Wagen auf, der sie zu verfolgen scheint. Sie vermuten, dass sie einen Sender am Auto haben, weshalb sie beim BKA ein weiteres Fahrzeug ordern. Während Lansing die Verfolger ablenkt, warten Schäfer und Weibel an einer Raststätte auf den Zweitwagen. Die Gegner durchschauen das Manöver jedoch und Schäfer entsorgt sein Handy, in dem er einen Tracker vermutet und beschlagnahmt ein Privatfahrzeug. Trotzdem bleiben ihnen die Verfolger auf den Fersen. In einem kleinen Ort kommt es zu einer wilden Schießerei, bei der Weibels Fluchthelfer stirbt. Wegen sich nähernder Polizeisirenen fliehen die Killer; auch Schäfer und Weibel verschwinden. In der nächsten Ortschaft nehmen sie Quartier in einem Motel. Schäfer ist mittlerweile sicher, dass die Kommunikation zwischen ihm und dem BKA abgehört und sein Kollege nach wie vor überwacht wird. Er nimmt auf anderem Weg Kontakt mit ihm auf und sie überlegen, wie sie die Verbrecher loswerden können. Als Weibel schließlich zu Lansing ins Auto steigen will, wird sie von zwei Motorradfahrern erschossen – Schäfers Plan, für den er ihr vorher seine kugelsichere Weste gegeben hatte. Nun glauben die Killer, die Zeugin sei tot, und sie können in aller Stille den Prozessbeginn abwarten.
Am nächsten Tag macht Weibel ihre Aussage. Weil sie begriffen hat, in welcher Gefahr sie weiterhin schwebt, schenkt sie Schäfer ein Medaillon, in dem ein Chip mit allen für die Hauptverhandlung benötigten Beweisen versteckt ist. Dadurch können die Schuldigen zur Verantwortung gezogen werden, obwohl sie kurz darauf mit einem Präzisionsgewehr aus großer Entfernung erschossen wird. 

## Rezeption
Die Erstausstrahlung von Der Beschützer wurde in Deutschland am 12. Februar 2022 von 6,45 Millionen Zuschauern gesehen und erreichte somit einen Marktanteil von 22,3 Prozent für Das Erste.
Gedreht wurde neben Hamburg und anderen Orten auch an der Leuphana Universität Lüneburg, deren Zentralgebäude den Internationalen Seegerichtshof (ISGH) darstellte.

## Kritik
Tilmann P. Gangloff wertete für Tittelbach.tv: „ein schnörkellos inszenierter Thriller, der sein großes Spannungspotenzial einer permanenten Bedrohung sowie der mitreißenden Musik verdankt. Tobias Oertel spielt einen Personenschützer, der eine Zeugin zum Internationalen Seegerichtshof nach Hamburg bringen soll. Brisant wird die Geschichte durch den Hintergrund: Die Aussage der jungen Frau würde ein internationales Kartell auffliegen lassen; ein Killerkommando soll das verhindern. Die Story ist komplexer, als sie zunächst scheint. Gleiches gilt für die Hauptfiguren: Beide müssen lernen, sich gegenseitig zu vertrauen, um gemeinsam zu überleben. Oertel verkörpert den stoischen BKA-Beamten reduziert, Tanczik bestätigt ihren Status als eine der interessantesten Entdeckungen der letzten Jahre.“
Die TAZ meinte: „Der ARD-Thriller ‚Der Beschützer‘ beginnt heiter. Doch das sind nur Rückblenden, die über den wahren Verlauf des gelungenen Krimis täuschen.“
Harald Keller stellte in der Frankfurter Rundschau fest: „Kriminalfilme rund um die Tätigkeit des Personenschützers bieten nur wenig Variablen. Erwarten darf das Publikum, dass sich Leibwächter und Schützling auf eine Odyssee begeben. Gezwungenermaßen, denn in Aufpasserkreisen gibt es beinahe immer einen Verräter. Manchmal treibt der oder die Schutzbefohlene ein doppeltes Spiel. Das Spiel verläuft ein wenig wie in der Geschichte vom Hasen und vom Igel. Die Killer sind immer schon da. Oder lassen nicht lange auf sich warten.“
Die Kritiker der Fernsehzeitschrift TV Spielfilm kamen zu dem Urteil: „Wem kann man trauen? Diese Frage wirft das Drehbuch von Michael Ehnert und Oke Stielow immer wieder auf. Das Erzähltempo ist derart schnell, dass nicht viel Zeit bleibt, die einzelnen Charaktere näher kennenzulernen. Was in anderen Filmen ein Manko wäre, ist hier eine Stärke: Bis zum Ende kommen immer wieder Zweifel an der Aufrichtigkeit der handelnden Personen auf.
Besonders Marlene Tanczik lässt mit ihrem abwechslungsreichen Spiel bis zum Ende offen, ob Whistleblowerin Weibel reumütig, berechnend oder beides ist. Schießereien, Verfolgungsjagden und Debatten zum Thema Recht vs. Gerechtigkeit tragen zusätzlich zur Spannung bei. Nur die lahme Nebenhandlung um Schäfers Schwester bremst den Film immer wieder kurz aus.“
Oliver Armknecht von film-rezensionen.de meinte, der Film „begleitet zwei Personenschützer und eine Kronzeugin, die gegen ihr kriminelles Unternehmen aussagen will. Vergleichbare Thriller werden hierzulande eher selten gedreht. Tatsächlich sehenswert ist das aber nicht: Die Geschichte ist ohne Ideen, die Figuren geben wenig her, selbst die Actionszenen sind nicht besonders.“